# Anopheles atratipes
Anopheles atratipes este o specie de țânțari din genul Anopheles, descrisă de Frederick Askew Skuse în anul 1889. Conform Catalogue of Life specia Anopheles atratipes nu are subspecii cunoscute.